# حلبيين (يهر)

تعديل مصدري - تعديل

حلبيين هي إحدى قرى عزلة يهر بمديرية يهر التابعة لمحافظة لحج، بلغ تعداد سكانها 15 نسمة حسب تعداد اليمن لعام 2004.